# Marit Malm Frafjord
Marit Malm Frafjord es una exjugadora de balonmano noruega que jugaba como pívot. Fue una componente de la selección femenina de balonmano de Noruega.

## Palmarés

### Byåsen HE
- Copa de Noruega (1): 2007

### Viborg HK
- Liga de Dinamarca de balonmano femenino (1): 2014
- Copa de Dinamarca de balonmano femenino (3): 2011, 2013, 2014
- Recopa de Europa de balonmano (1): 2014

### Larvik
- Liga de Noruega de balonmano femenino (3): 2015, 2016, 2017
- Copa de Noruega de balonmano femenino (3): 2015, 2016, 2017

### CSM București
- Liga Națională (1): 2018
- Copa de Rumania (1): 2018

### Team Esbjerg
- Copa EHF femenina (1): 2019
- Liga de Dinamarca de balonmano femenino (1): 2019, 2020

## Clubes
- Rapp SK (2001-2002)
- Byåsen Håndball Elite (2002-2010)
- Viborg HK (2010-2014)
- Larvik HK (2014-2017)
- CSM București (2017-2018)
- Team Esbjerg (2018-2022)